# Sonata per due pianoforti K 448
La Sonata per due pianoforti in re maggiore, K. 448, è un'opera composta da Wolfgang Amadeus Mozart nel 1781, quando aveva 25 anni. È scritta in forma sonata-allegro, con tre movimenti. La sonata è stata composta per uno spettacolo che avrebbe dato con la collega pianista Josepha Auernhammer. Mozart la compose in stile galante, con melodie intrecciate e cadenze simultanee. Questa è una delle sue poche composizioni scritte per due pianoforti. Questa sonata è stata utilizzata anche nello studio scientifico che ha testato la teoria dell'Effetto Mozart, suggerendo che la musica classica aumenta l'attività cerebrale in modo più positivo rispetto ad altri tipi di musica.

## Descrizione
1. Allegro con spirito
2. Andante in sol maggiore
3. Molto allegro.

### Allegro con spirito
Il primo movimento inizia in re maggiore e imposta il centro tonale con una forte introduzione. I due pianoforti dividono la melodia principale per l'esposizione e quando si presenta il tema entrambi lo suonano contemporaneamente. Mozart dedica poco tempo allo sviluppo introducendo un nuovo tema a differenza della maggior parte delle forme di sonata e inizia la ricapitolazione, ripetendo il primo tema.

### Andante
Il secondo movimento è scritto in forma ABA.

### Molto allegro
Molto allegro inizia con un tema galoppante.  Le cadenze usate in questo movimento sono simili a quelle del Rondo alla Turca di Mozart.

## Effetto Mozart
Secondo la British Epilepsy Organization, la ricerca ha suggerito che il K 448 di Mozart può avere l'"Effetto Mozart", in quanto l'ascolto della sonata per pianoforte ha migliorato le capacità di ragionamento spaziale e ridotto il numero di crisi nelle persone con epilessia. Oltre al Concerto di Mozart K 488, è stato riscontrato che solo un altro brano musicale ha un effetto simile, una canzone del compositore greco Yanni, intitolata "Acroyali/Standing In Motion", che è presente nel suo album Yanni Live at the Acropolis. È stato deciso che avesse l'"effetto Mozart" dal Journal of the Royal Society of Medicine perché era simile al K 448 di Mozart in termini di tempo, struttura, consonanza melodica e armonica e prevedibilità.